# Martian Moons Exploration
Martian Moons Exploration (MMX) este o sondă spațială robotizată planificată să fie lansată în 2026 pentru a readuce primele eșantioane de pe cel mai mare satelit al lui Marte, Phobos. Dezvoltată de către Agenția japoneză de explorare aerospațială (JAXA) și anunțată la 9 iunie 2015, MMX va ateriza și va colecta eșantioanele de pe Phobos o dată sau de două ori. De asemenea, va survola satelitul  Deimos și va monitoriza clima de pe Marte.
Misiunea își propune să ofere informații cheie care să ajute la determinarea dacă sateliții marțieni sunt asteroizi captați sau rezultatul unui corp mai mare care a lovit Marte.

## Prezentare generală

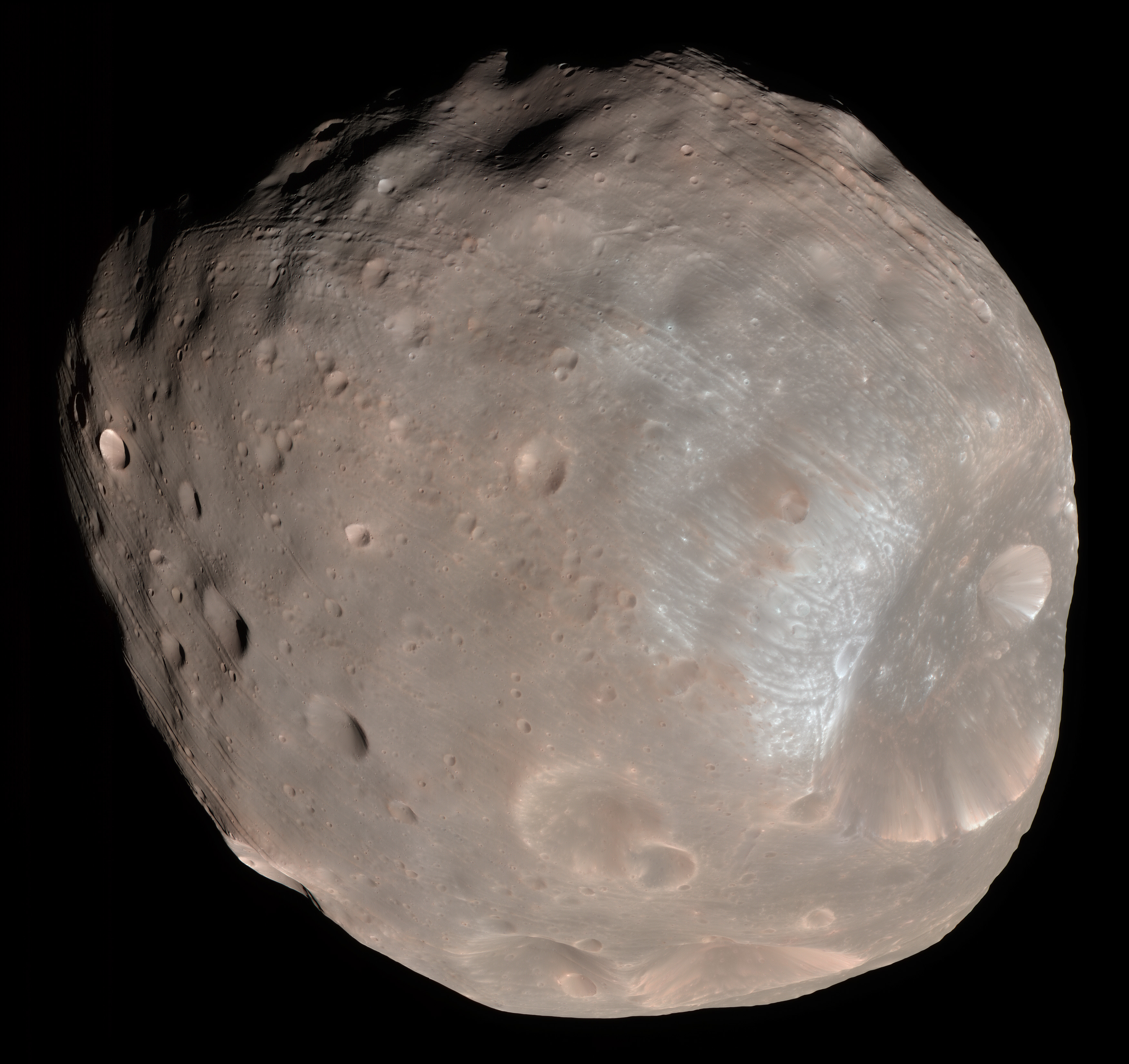
Phobos, cel mai mare satelit al lui Marte

Nava spațială va intra pe orbită în jurul planetei Marte, apoi se va transfera către Phobos, va ateriza o dată sau de două ori și va aduna particule de praf si pietriș denumit regolit folosind un sistem pneumatic simplu. Misiunea de debarcare are ca scop preluarea a minimum 10 g de eșantioane. Nava spațială va decola apoi de la Phobos și va face mai multe survoluri ale satelitului mai mic Deimos înainte de a trimite înapoi pe Pământ Capsula cu eșantioane, ajungând în iulie 2029.
Arhitectura misiunii folosește trei module: modulul de propulsie (1800 kg), modulul de explorare (150 kg) și modulul de retur (1050 kg). Masa celor doi sateliți fiind prea mică pentru a capta un satelit, nu este posibilă orbitarea sateliților marțieni în sensul obișnuit. Cu toate acestea, orbitele de un fel special, denumite orbite cvasi-satelit, pot fi suficient de stabile pentru a permite multe luni de operații în vecinătatea satelitului.

## Colaborare internațională
NASA, ESA și CNES participă, de asemenea, la proiect și vor furniza instrumente științifice. Statele Unite vor contribui cu un spectrometru cu neutroni și raze gamma, numit MEGANE (un acronim pentru Mars-moon Exploration with GAmma rays and NEutrons, care înseamnă în japoneză „ochelari de vedere”), și Franța (CNES) cu spectrometrul aproape infraroșu (NIRS4/MacrOmega). Franța contribuie de asemenea cu expertiză în dinamica zborului pentru a planifica manevrele de orbitare și debarcare ale misiunii.
Dezvoltarea și testarea componentelor cheie este în desfășurare. La momentul anului 2020, MMX este programat să fie lansat în septembrie 2024 și va reveni pe Pământ cinci ani mai târziu.